# Аквапланування
Аквапланування  - це явище, яке може виникнути під час руху літака по ЗПС, вкритій шаром опадів (вода, сльота або мокрий сніг).
Аквапланування може серйозно погіршити керованість літака під час руху по ЗПС і зменшити ефективність гальмування. Існує три види аквапланування:
- динамічне аквапланування (dinamic);
- аквапланування, спричинене випаровуванням води в зоні контакту коліс із ЗПС і перегрівом гуми (reverted rubber);
- аквапланування, спричинене в'язкістю води (viscous).

## Динамічне аквапланування

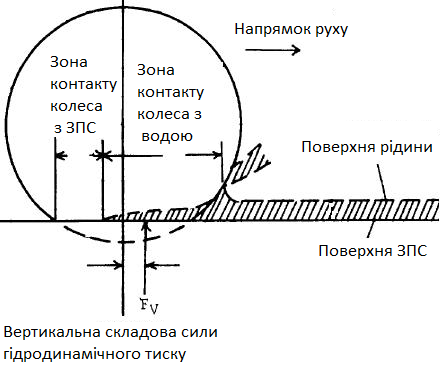
Динамічне аквапланування

Розглянемо колесо, що котиться без гальмування по ЗПС, покритій шаром рідини. При цьому воно буде зрушувати воду, що лежить на його шляху. Реакцією маси переміщуваної рідини буде виникнення гідродинамічного тиску, який діятиме на поверхню колеса.
Відповідно до законів гідродинаміки цей тиск збільшується пропорційно квадрату шляхової швидкості колеса щодо ЗПС. Інерція рідини не дає змоги їй швидко залишати зону, де колесо спирається на ЗПС, і в цьому місці утворюється клин рідини, що прагне відокремити колесо від твердої поверхні. На певній швидкості підіймальна сила рідини стає рівною вазі літака і шасі втрачають контакт із поверхнею ЗПС. Ця швидкість називається швидкістю аквапланування {\displaystyle V_{P}}.

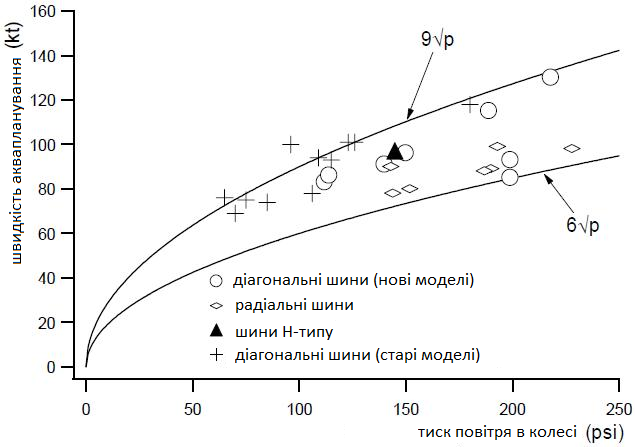

Дослідження показали, що єдиним фактором від якого залежить швидкість початку аквапланування є тиск повітря в колесі. Це можна зрозуміти, оскільки під час аквапланування водяний клин деформує (стискає) колесо, а чинить опір цьому лише повітря, накачане в шину.
{\displaystyle V_{P}} ≈ 9×{\displaystyle {\sqrt {p}}}, де p - тиск у колесах у фунтах на квадратний дюйм (PSI), а швидкість у вузлах.
Це рівняння відоме, як рівняння Хорне (Horne) за прізвищем інженера NASA, який опублікував цю формулу 1963 року.
Пізніші дослідження показали, що нові покоління авіаційних коліс мають нижчі швидкості аквапланування.
Також було показано, що швидкість аквапланування залежить ще й від геометрії колеса (відношення діаметра колеса до його ширини). Чим це відношення більше, тим більша швидкість аквапланування. Що стосується шин Н-типу. Буква Н перед ідентифікатором означає, що ця шина проєктувалась під більший, ніж зазвичай, відсоток деформації.
На основних стійках Боїнга 737-800 встановлено саме такі шини: H44.5" x 16.5"-21" with a 28 bias ply rating.
Тиск зарядки 204 - 205 PSI, що відповідає швидкості аквапланування ≈115 вузлів.
Вимірювання показали, що за повного гідропланування відбувається деформація шини всередину.
Центр гідродинамічного тиску знаходиться попереду осі колеса, тому коли колесо підіймається над ЗПС, то навіть на незагальмоване колесо діє момент, що зупиняє його обертання.

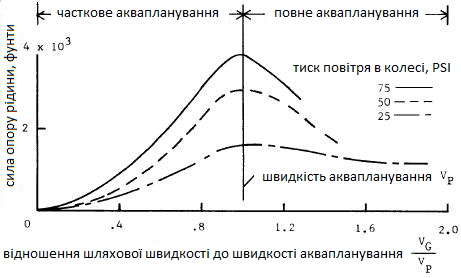
сила опору рідини

Під час часткового аквапланування колеса літака створюють велику лобову хвилю і бризки. Коли літак переходить у режим повного аквапланування, лобова хвиля зникає повністю. Таким чином, для зовнішнього спостерігача, можливо візуально визначити ступінь розвитку аквапланування.
Під час руху незагальмованого колеса в умовах часткового або повного аквапланування воно відчуває "опір зміщення рідини". У міру зростання швидкості цей опір зростає і досягає максимуму на швидкості близькій до швидкості аквапланування. Потім, коли колесо підіймається над поверхнею, цей опір падає, оскільки колесо взаємодіє вже з меншою кількістю рідини (як корабель на підводних крилах).
Літак у процесі розбігу злітно-посадковою смугою, вкритою опадами, буде відчувати найбільший опір на швидкості близькій до швидкості аквапланування. Це може бути сприйнято льотчиком, як падіння тяги двигунів.

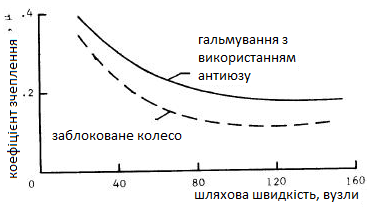
коефіцієнт зчеплення

Під час пробігу після посадки на вологу смугу коефіцієнт зчеплення коліс значно зменшується порівняно з сухою ЗПС, але залишається досить великим, навіть на великих швидкостях. Коефіцієнт зчеплення коліс із ЗПС - {\displaystyle \mu }, це відношення сили гальмування, спричиненої тертям колеса об ЗПС, до сили, що притискає колесо до поверхні.

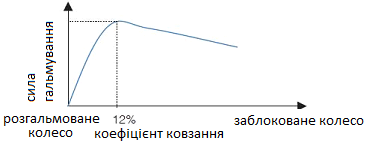
Коефіцієнт ковзання

На малюнку показано отримані коефіцієнти зчеплення коліс на вологій ЗПС для колеса, обладнаного пристроєм "антиюзу", і заблокованого (колеса, що не обертається). У роботі "антиюзу" дуже важливим параметром є коефіцієнт ковзання (slip ratio). Коли літак рухається сухою ЗПС без гальмування, навколишня швидкість поверхні його коліс практично збігається зі шляховою швидкістю. 

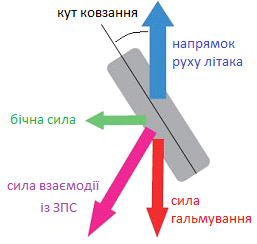
Бічна сила

Коли колеса загальмовані, окружна швидкість коліс стає трохи меншою за швидкість літака. Різниця швидкостей, виражена у відсотках, називається коефіцієнтом ковзання коліс. Найбільш ефективне гальмування відбувається при ковзанні 10 ÷ 30%.
Під час руху мокрою смугою зменшується не тільки гальмівна сила коліс, а й шляхова керованість літака. Коли колесо рухається з кутом ковзання, то результівна сила взаємодії колеса з поверхнею спрямована під кутом до напрямку руху літака. Шляхову керованість літака на ЗПС визначає бічна сила коліс.
Бічна сила значно змінюється залежно від коефіцієнта ковзання колеса. Вона має максимальне значення на незагальмованому колесі, швидко зменшується при збільшенні коефіцієнта ковзання і на заблокованому колесі дорівнює нулю.
У разі виникнення критичної ситуації на мокрій смузі пілот може бути поставлений перед вибором - ефективно гальмувати або змінювати напрямок руху. Оскільки обидві ці дії не можуть бути ефективними одночасно.
Величина бічної сили також залежить від кута ковзання колеса (кут між напрямком руху літака і перпендикуляром до осі колеса). Під час збільшення кута ковзання бічна сила збільшується тільки до певного кута і, потім, різко зменшується.
Кут ковзання максимальної бічної сили приблизно дорівнює 8° на сухій ЗПС, 5° на вологій і 3° на зледенілій ЗПС.
Коли літак сідає на ЗПС вкриту шаром опадів, з товщиною достатньою, щоб виникло повне аквапланування, коефіцієнт зчеплення може зменшитися практично до нуля (наближається до опору руху незагальмованих коліс). Крім втрати гальмівних властивостей при повному акваплануванні літак втрачає шляхову керованість. Випробування, проведені NASA, показали, що літак, перетинаючи зону, вкриту рідиною, на швидкості 120 вузлів за бічного вітру не більше ніж 9 вузлів, розвертався і зміщувався в бік від осі ЗПС. Тобто потрапляння на режим повного аквапланування за сильного бічного вітру може мати катастрофічні наслідки через некероване бічне зміщення літака.
Випробування показали, що аквапланування виникає тільки тоді, коли товщина шару рідини стає більшою за певний рівень. Величина цього рівня залежить від стану пневматика (глибина і малюнок протектора) і від стану поверхні ЗПС (гладка, шорстка, з насічками). На гладких ЗПС і гладкій поверхні пневматика аквапланування наставало за мінімальної товщини рідини від 0.5 мм до 2.2 мм.
Під час випробувань повнорозмірних літакових коліс на бетонній основі аквапланування наставало за мінімальної товщини рідини близько 7.5 мм.
Малюнок і глибина протектора колеса мають подвійний вплив на розвиток аквапланування.
По-перше, поздовжні борозни на протекторі збільшують швидкість початку аквапланування.
По-друге, вони збільшують мінімальну товщину рідини, потрібну для виникнення аквапланування.
Наявність нерівностей на ЗПС дає змогу воді йти з-під колеса і затримує зростання гідростатичного тиску, що викликає аквапланування. Цього ефекту домагаються спеціально наносячи поперечні борозни на поверхню ЗПС (grooved RW).
Втрата шляхової керованості під час повного аквапланування виражається у втраті ефективності управління коштом повороту коліс передньої стійки і втрати ефективності управління коштом диференціального гальмування коліс основних стійок шасі. Ефективними залишаються методи керування коштом аеродинамічних сил і різниці тяг двигунів.

## Аквапланування, спричинене випаровуванням води в зоні контакту коліс із ЗПС і перегрівом гуми (reverted rubber)

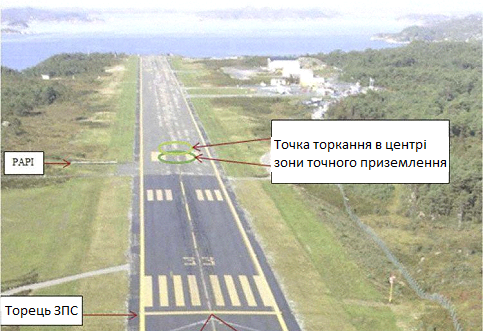
Торець ЗПС

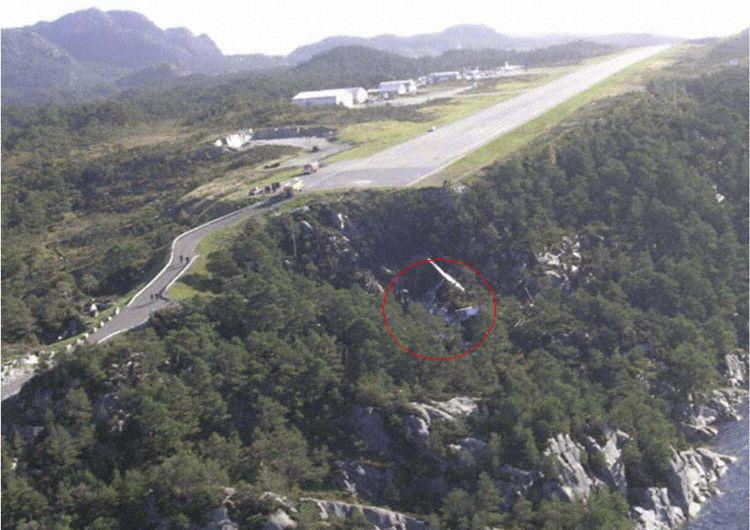
Виїзд за межі злітно-посадкової смуги

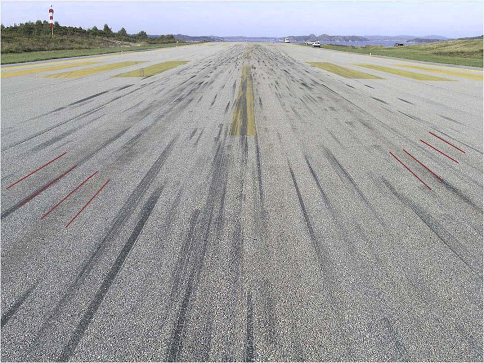
сліди літака, який зазнав катастрофи, позначені червоними лініями.

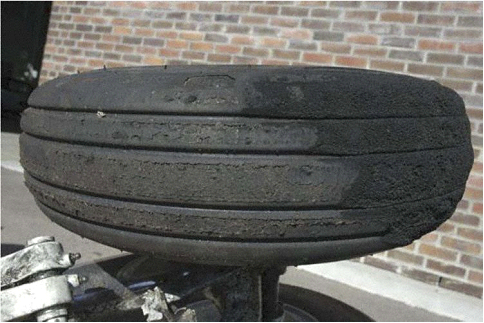
На лівій частині колеса видно прилиплі шматочки гуми, права частина пошкоджена пожежею.

Виникає під час тривалого руху літака із заблокованими колесами. Для виникнення цього виду аквапланування достатньо дуже тонкого шару води. Тертя заблокованого колеса об покриття ЗПС створює достатньо тепла, щоб випарувати воду, що потрапляє під колесо. Таким чином під колесом утворюється парова подушка, що утримує його в підійнятому положенні. Утворене тепло також призводить до зміни властивостей гуми в районі контакту колеса з ЗПС. Відбувається процес зворотний вулканізації, тобто гума стає липкою і м'якою.
10 жовтня 2006 року в аеропорту Stord (Норвегія) сталася катастрофа BAe 146-200. Її причиною названо потрапляння літака на режим "reverted rubber" аквапланування.
Посадка виконувалася на відносно коротку (1200м) і вологу ЗПС. Торкання смуги відбулося практично ідеально.
Після торкання сталася відмова випуску інтерцепторів. Другий пілот доповів про це командиру. Командир натиснув на гальма, але не відчув ефективного гальмування. Подумавши, що сталася відмова гальмівної системи, він перемкнув гальма на резервну, а потім на аварійну систему і затиснув гальма повністю.
Аварійна система гальмування не має захисту від юза коліс, тому колеса виявилися заблокованими практично весь час, поки літак рухався ЗПС.
За торцем ЗПС був обрив до моря. Літак виїхав за межі смуги на швидкості близько 20 вузлів, упав в урвище і загорівся.
Сліди, залишені цим літаком на ЗПС, сильно відрізнялися від тих, що залишили інші літаки. Звичайний слід - це чорна смуга мікрочастинок гуми, що залишилася на поверхні ЗПС. В цьому випадку сліди літака мали світло-коричневий колір і по обидва боки сліду знаходилося безліч маленьких шматочків гуми розміром від 1 до 8 мм. Шматочки гуми знаходилися на відстані аж до кількох метрів убік від сліду.
Для виникнення "reverted rubber" аквапланування необхідний тонкий шар рідини, яка може перетворитися на пару. Покришки коліс мають бути достатньо зношеними або мати малу глибину протектора, щоб створити можливість утворення парової подушки під колесом. Колесо не повинно обертатися, а вага і швидкість літака мають бути достатніми, щоб тертя призводило до достатнього нагрівання рідини до пароподібного стану. Стан поверхні ЗПС також має велике значення. Якби поверхня мала насічки (grooved), то виникнення аквапланування було б малоймовірним.
Явище "reverted rubber" аквапланування саморегульоване. Підвищення тиску пари в подушці призводить до підведення літака і зменшення контакту колеса зі ЗПС, що зменшує тертя. Відповідно зменшується кількість тепла, що виділяється, тиск пари знижується, контакт колеса зі ЗПС посилюється і так далі.
Висока температура пари призводить до процесу зворотного вулканізації гуми. Вона перетворюється на липку масу, яка частково відривається і розкидається навколо парою, що виривається з під колеса, а частково прилипає шматочками до колеса.
Під час пробігу літака диспетчер служби руху помітив незвичайні білі струмені, що виходили з під коліс. Це були струмені пари, що виходить.
"Reverted rubber" аквапланування може зберігатися до швидкості літака 20 вузлів і менше. Для припинення цього явища необхідно відпустити гальма, дати можливість колесам розкрутитися і потім плавно гальмувати, не допускаючи блокування коліс.

## Аквапланування, спричинене в'язкістю води (viscous)

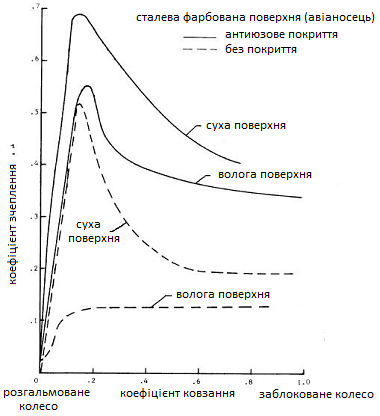
«в'язке» аквапланування

«В'язке» аквапланування може виникнути під час руху колеса без протектора мокрою гладкою поверхнею або пневматика з профільованим протектором надзвичайно гладкою поверхнею. Це може бути асфальт або зона приземлення, вкрита «гумовими» слідами від попередніх посадок.
Це явище виникає через в'язкі властивості рідини. Для виникнення достатньо шару води товщиною не більше 0.025 мм. Сили в'язкості води перешкоджають розтіканню рідини з під колеса, вода не встигає витіснитися і колесо рухається по плівці води. Це може статися на швидкості значно меншій, ніж потрібно для динамічного аквапланування.
На малюнку показано, як «антиюзове» покриття палуби авіаносця запобігає виникненню «в'язкого» аквапланування. Дрібні нерівності покриття проникають через шар рідини та забезпечують зчеплення пневматика з поверхнею.
Таким чином, утворення «в'язкого» аквапланування малоймовірне, оскільки покриття ЗПС зазвичай має достатню шорсткість.
Дві основні небезпеки аквапланування — це значне збільшення довжини пробігу на посадці або перерваному зльоті та можлива втрата колійної керованості, що може виразитися у викочуванні за бічну межу ЗПС.
Пілотам слід розуміти, за яких умов може виникнути аквапланування і передбачити його появу. Якщо має відбутися посадка на дуже мокру ЗПС, то слід за можливості зменшити посадкову швидкість, не затягувати процес вирівнювання і витримування над смугою, після посадки якомога раніше випустити інтерцептори, застосувати гальма і реверс тяги двигунів.
Гальма коліс і реверс слід використовувати з обережністю, оскільки в разі несиметричного ввімкнення розгортальний момент на слизькій ЗПС відбити буде важко.
За наявності сильного бокового вітру слід відмовитися від спроби зльоту або посадки.